# Джон Джеймс Кемпбелл
Джон Кемпбелл (англ. John James Campbell; 12 вересня 1871, Глазго — 2 грудня 1947) — шотландський футболіст, що грав на позиції нападника.
Відомий, зокрема, виступами за клуби «Селтік» та «Астон Вілла», а також національну збірну Шотландії.
Чотириразовий чемпіон Шотландії. Чотириразовий володар Кубка Шотландії. Дворазовий чемпіон Англії.

## Біографія
У дорослому футболі дебютував 1890 року виступами за команду клубу «Селтік», в якій провів чотири сезони. 
Своєю грою за цю команду привернув увагу представників тренерського штабу клубу «Астон Вілла», до складу якого приєднався 1894 року. Відіграв за команду з Бірмінгема наступні три сезони своєї ігрової кар'єри. У складі «Астон Вілли» був одним з головних бомбардирів команди, маючи середню результативність на рівні 0,71 голу за гру першості.
1897 року повернувся до клубу «Селтік». Цього разу провів у складі його команди шість сезонів. 
Завершив професійну ігрову кар'єру у клубі «Терд Ланарк», за команду якого виступав протягом 1903—1906 років.

## Виступи за збірну
1893 року дебютував в офіційних матчах у складі національної збірної Шотландії. Протягом кар'єри у національній команді, яка тривала 11 років, провів у формі головної команди країни лише 12 матчів, забивши 4 голи.

## Досягнення
- Чемпіон Шотландії:

«Селтік»: 1892—1893, 1893—1894, 1897—1898
«Терд Ланарк»: 1903—1904
- Володар кубка Шотландії:

«Селтік»: 1891—1892, 1898—1899, 1899—1900
«Терд Ланарк»: 1904—1905
- Чемпіон Англії:

«Астон Вілла»: 1895–1896, 1896–1897
- Володар кубка Англії:

«Астон Вілла»: 1894–1895, 1896–1897